# International Bar Association
La International Bar Association (IBA) (traducido al castellano como Colegio de Abogados Internacional) es una organización internacional compuesta por operadores jurídicos, colegios profesionales de abogados y asociaciones de derecho de diferentes nacionalidades.
La IBA influye sobre la reforma del derecho Internacional y da forma al futuro de la profesión del Derecho en todo el mundo.
Forman parte de la IBA más de 35 mil abogados pofesionales y 197 colegios de abogados y asociaciones de Derecho de los seis continentes.
El 4 de octubre de 2009 se inauguró la celebración de la Conferencia de la Internacional Bar Association en Madrid, a la que asistieron 5 mil abogados de 126 países, siendo el rey Juan Carlos I su invitado de honor.